# Distrito electoral de Kaskaskia (Illinois)
Kaskaskia (en inglés: Kaskaskia Precinct) es un distrito electoral ubicado en el condado de Randolph en el estado estadounidense de Illinois. En el Censo de 2010 tenía una población de 47 habitantes y una densidad poblacional de 0,68 personas por km².

## Geografía
Según la Oficina del Censo de los Estados Unidos, tiene una superficie total de 69.12 km², de la cual 61.96 km² corresponden a tierra firme y (10.35%) 7.16 km² es agua.

## Demografía
Según el censo de 2010, había 47 personas residiendo en Kaskaskia. La densidad de población era de 0,68 hab./km². De los 47 habitantes, Kaskaskia estaba compuesto por el 91.49% blancos, el 0% eran afroamericanos, el 0% eran amerindios, el 0% eran asiáticos, el 0% eran isleños del Pacífico, el 8.51% eran de otras razas y el 0% pertenecían a dos o más razas. Del total de la población el 8.51% eran hispanos o latinos de cualquier raza.